# ワスプ (CV-7)
| ワスプ（CV-7） | |                        |
| 艦歴           | |                        |
| 発注           | 1935年9月19日に ベスレヘム社のフォアリバー造船所へ発注 |                        |
| 起工           | 1936年4月1日 |                        |
| 進水           | 1939年4月4日 |                        |
| 就役           | 1940年4月25日 |                        |
| その後         | 1942年9月15日沈没 |                        |
| 除籍           | 1942年9月15日 |                        |
| 前級           | ヨークタウン級航空母艦 | ヨークタウン級航空母艦 |
| 次級           | ホーネット (CV-8) | ホーネット (CV-8)      |
| 次級           | エセックス級航空母艦 |                        |
| 性能諸元       | |                        |
| 排水量         | 設計：14,700 t 建造：14,546 t 基準：15,752 t 常備：18,252 t 満載：19,166 t |                        |
| 全長           | 219.5 m |                        |
| 水線長         | 210.3 m |                        |
| 全幅           | 30.5 m |                        |
| 水線幅         | 24.6 m |                        |
| 吃水           | 基準：6.1 m 満載：7.08 m |                        |
| 飛行甲板       | 225.9 m x 33.2 m |                        |
| 機関           | ヤーロー式重油専焼水管缶 6基 +パーソンズ式ギヤード・タービン 2基2軸推進 |                        |
| 速度           | 設計：29.5ノット 公試：28.2ノット 公試：30.73ノット |                        |
| 出力           | 70,000 shp 公試：71,302 shp 公試：73,906 shp |                        |
| 航続性能       | 15ノット/12,000海里（設計） |                        |
| 乗員           | 2,167名（艦船1,388名、航空779名） |                        |
| 兵装(竣工時)   | Mark 12 5インチ：12.7 cm（38口径）単装高角砲 8基 Mark 2 1.1インチ：28 mm（75口径）四連装機関砲 4基 12.7 mm（90口径）単装機銃 24基                                                                            |                        |
| 兵装(1942年)   | Mark 12 5インチ：12.7 cm（38口径）単装高角砲 8基 ボフォース 4 cm（56口径）四連装機関砲 1基 Mark 2 1.1インチ：28 mm（75口径）機関砲 4基 エリコン 20 mm（76口径）単装機関砲 32基 12.7 mm（90口径）単装機銃 6基 |                        |
| 搭載機         | 76機 |                        |
| エレベーター   | 3 基 |                        |
| カタパルト     | 飛行甲板：2 基 格納庫：2 基 |                        |
| 装甲           | 舷側：なし 舵機室：89mm（最厚部） 甲板：32mm（下甲板） |                        |

ワスプ (USS Wasp, CV-7) は、アメリカ海軍が第二次世界大戦で運用した航空母艦。アメリカ海軍においてワスプの名を受け継いだ艦としては8隻目にあたる。
同型艦はない。
ワシントン軍縮条約の制約下で建造された。ヨークタウン級航空母艦を若干縮小した艦型で、日本海軍の蒼龍と同級の中型空母であった。
太平洋戦争開戦時、本艦は大西洋艦隊に所属していた。
1942年（昭和17年）4月下旬と5月上旬、地中海のイギリス領マルタにスピットファイア多数を輸送し、マルタ戦役で重要な役割を果たした。
その後、太平洋戦線に転戦してガダルカナル島攻防戦に参加、フォレスト・シャーマン艦長の指揮下で行動中の同年9月15日、日本海軍の伊19（潜水艦長：木梨鷹一海軍少佐）の魚雷攻撃を受けて沈没した。

## 概要
アメリカ海軍はワシントン海軍軍縮条約で航空母艦建造用に割り当てられた排水量135,000トンで、レキシントン級巡洋戦艦の1番艦レキシントンと3番艦サラトガを航空母艦に改造した。レキシントン級航空母艦2隻の合計排水量は65,000トンで、残り枠は69,000トンであった。
そこで13,800トン級空母5隻の建造を計画し、アメリカ海軍通算4番目の空母としてレンジャーの建造を開始する。ところが完成時には14,500トンに拡大し、性能と機能の点でもアメリカ海軍の期待に応えられなかった。
アメリカ海軍はレンジャー級の建造を中止し、残り枠内で拡大発展型（20,000トン級）2隻を建造することにした。これがヨークタウン級航空母艦2隻である。
条約で定められた空母保有割り当て排水量の残りは14,500トンとなり、小型空母1隻の建造が可能であった。この枠内で建造されたのがワスプである。
ワスプは、アメリカ海軍最初の空母ラングレーの代艦であった。
ワスプの基本設計は、この時点のアメリカ海軍における最新型空母（ヨークタウン級）に準じた。ヨークタウン級の建造で検討された設計案のうち、排水量の近い15,200トン設計案を用いてヨークタウン級の準同型艦として補完とする方針であったが、前述通り、空母排水量制限が予想よりも厳しいものとなった。そのため15,200トン設計案は棄却されて、新しい艦形でレンジャーの準同型艦として新規に設計が開始された。この時点で空母レンジャーの運用で得られた用兵側の厳しい意見が得られており、ワスプの設計はレンジャーの問題点を改正すると共にヨークタウン級の設計で得られた新技術を盛り込む形で設計が進められた。
ワスプはアメリカ海軍の空母としては小型で、日本海軍の蒼龍とほぼ同級である。
搭載機数も70～80機程度で、アメリカの空母としては少なかった。ワスプは艦隊防空任務や爆撃機を用いた索敵任務を主とする代わりに、雷撃機の搭載を考慮しないものとされた。
第二次世界大戦当初、ワスプは大西洋艦隊所属であった。中立パトロールに従事し、1941年（昭和16年）7月下旬にはアイスランド占領作戦で戦闘機輸送任務に従事した。
太平洋戦争勃発後の1942年（昭和17年）3月下旬以降、新鋭戦艦ワシントンと共にイギリスに派遣され、イギリス本国艦隊に加勢する。船団護衛任務や、ドイツ海軍が通商破壊に送り出したポケット戦艦および重巡アドミラル・ヒッパー捜索、戦艦ティルピッツ警戒等に従事した。また地中海での攻防戦にも投入され、マルタ島にスピットファイアを空輸した（クラブラン）。
1942年（昭和17年）6月上旬のミッドウェー海戦で勝利したアメリカ軍だが、太平洋戦線配備の正規空母は3隻に減少した。逼迫する太平洋の空母不足により、ワスプは太平洋艦隊に転籍する。ガダルカナル島攻防戦にともない第18任務部隊（司令官レイ・ノイズ少将）として南西太平洋戦域に進出し、フレッチャー中将の第61任務部隊に所属してウォッチタワー作戦に参加した。
8月7日以降、ガダルカナル島に上陸したアメリカ海兵隊や輸送船団を掩護する。
その後はソロモン諸島南方で、哨戒や海上交通支援任務に従事した。8月下旬の第二次ソロモン海戦では、燃料補給のため後退しており出番がなかった。
アメリカ軍輸送船団の間接護衛と、空母翔鶴以下の南雲機動部隊に備えて警戒行動中の9月15日、日本軍潜水艦伊19の魚雷攻撃を受けてワスプは航行不能となり、火災を鎮火できず放棄される。
乗組員退艦後、随伴駆逐艦ランズタウンにより雷撃処分された。

## 艦形

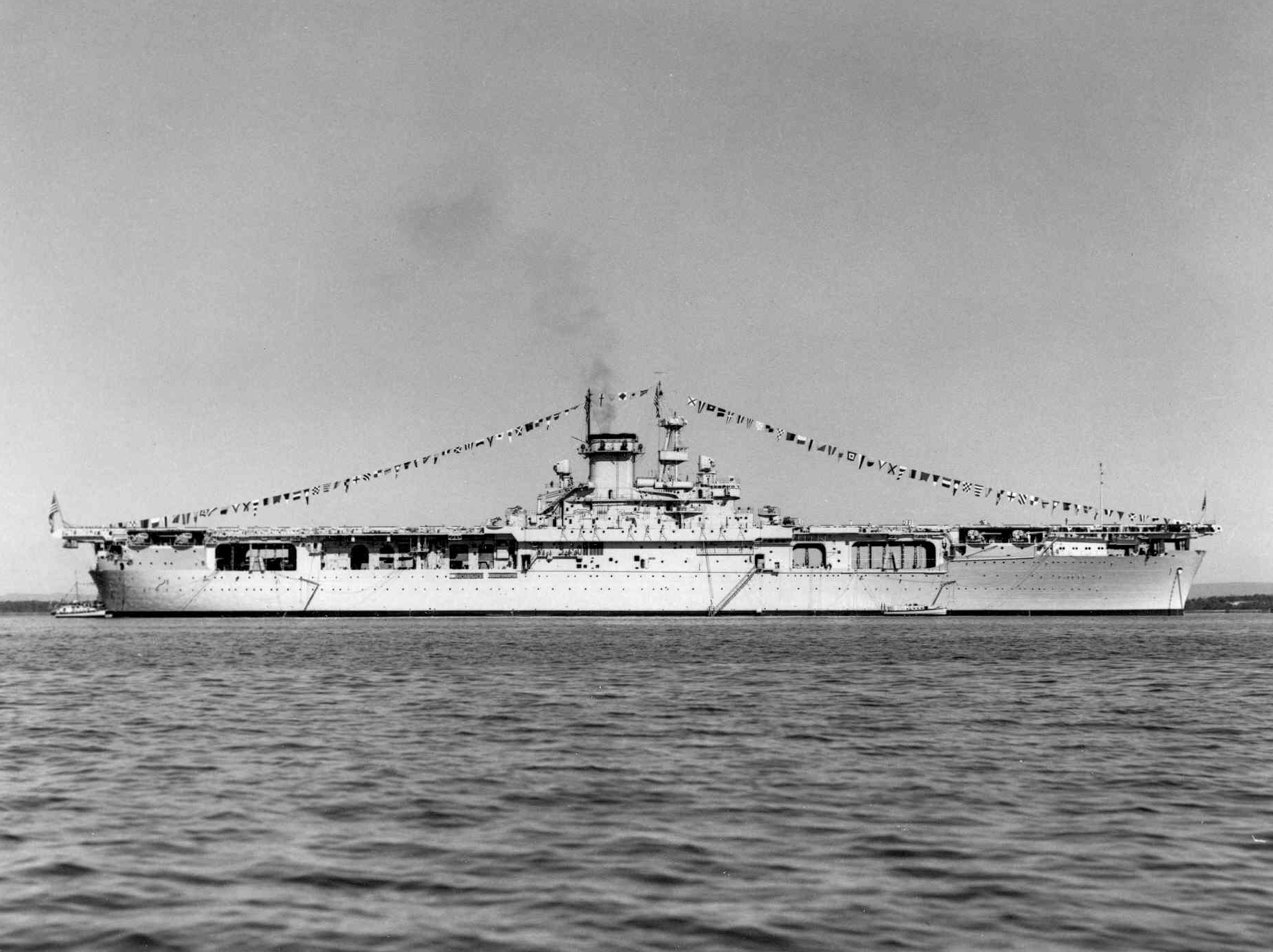
1940年に撮られたワスプ。格納庫のシャッターが解放されており、格納庫内が見える。

ワスプは艦首と艦尾のみ乾舷の高い船体形状であったが、ヨークタウン級で問題となった上部構造物の大型化に起因する船体傾斜に対応するため船体形状が左右で異なるという特徴があった。艦首形状は鋭角なクリッパー型艦首で上端から側面にかけてブルワーク（波除けの板材：Bulwark）を設けるなど従来の空母よりも凌波性の向上に努めており、レンジャーとヨークタウン級の艦首部の高さが約12.2mであったのが本艦において約13.7mまで高くされており凌波性は良好だった。強度甲板である飛行甲板から機関室の上面である下甲板まで合計1枚の甲板が設けられていた。3段目の甲板に格納庫が設けられ、その両側に側壁を立てて飛行甲板を設置していた。

### 飛行甲板

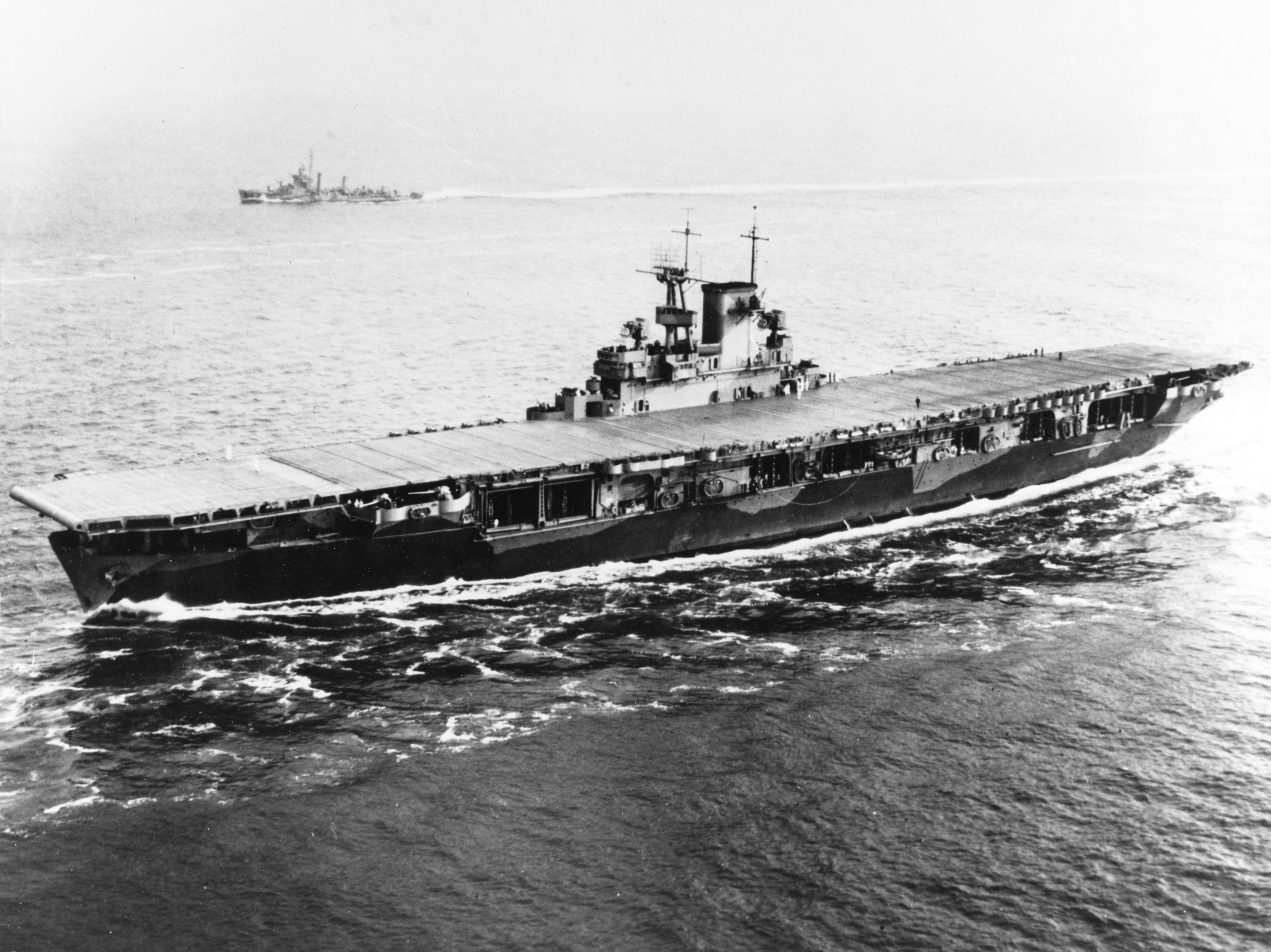
1942年に撮られたワスプ。前部格納庫の側面に折りたたまれた"T"字状の舷側エレベーターが見える。

アイランドの形状はヨークタウン級と同様に船体中央部に低い艦橋の上にMk 33型射撃照準装置が1基、その背後に三脚式のマストと1本煙突が立つが、ボイラー数の減少化と軽量化の観点から煙突はヨークタウン級よりも小型の物となっているのが識別点であった。
ワスプの飛行甲板は海面から約17.9mの高さにあり、そのサイズは縦221.6m×幅28.3mでレンジャーよりも約16ｍ長く、左舷側が弓なりに広くなっており最大幅ではヨークタウン級をもしのぐ28.3ｍとなった。着艦制動装置は鋼索横張り着艦制動装置を改良したMk 4型制動装置を装備していた。飛行甲板の前部には飛行甲板上の艦載機を守るために遮風柵が計2基が設けられていた。飛行甲板の下には解放式の格納庫が1層分設けられており、格納庫の寸法は高さ5.3mで長さ159.1mで幅19.2mの容積があった。カタパルトはヨークタウン級と同じくH2型を採用しており、これを飛行甲板に2基と格納庫に2基の計4基でヨークタウン級よりも1基多かった。
当初の要求で航空局からはエレベーターはすべて船体中心線上に3基を搭載するよう要求されたが、艦形が小型過ぎるために3基も設置すれば格納庫スペースを圧迫して搭載数を満たせなくなるために船体内に設けられたエレベーターは2基のみとなり耐荷重7.7トンで縦14.6m×横13.4mでヨークタウン級と同性能の物が用いられたため、1番エレベーターは船体中央部となったが2番エレベーターはレンジャーのように艦尾ギリギリに配置された。

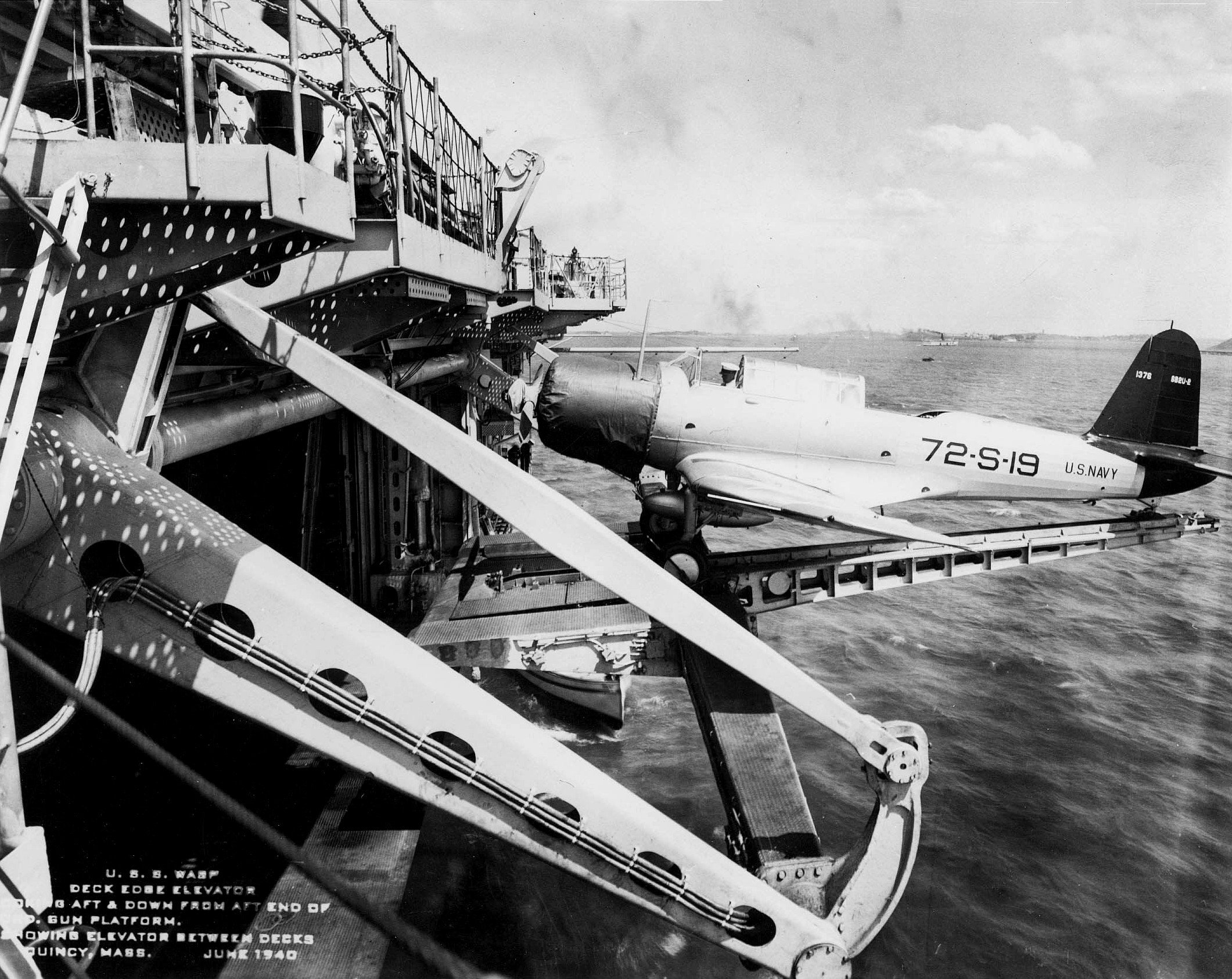
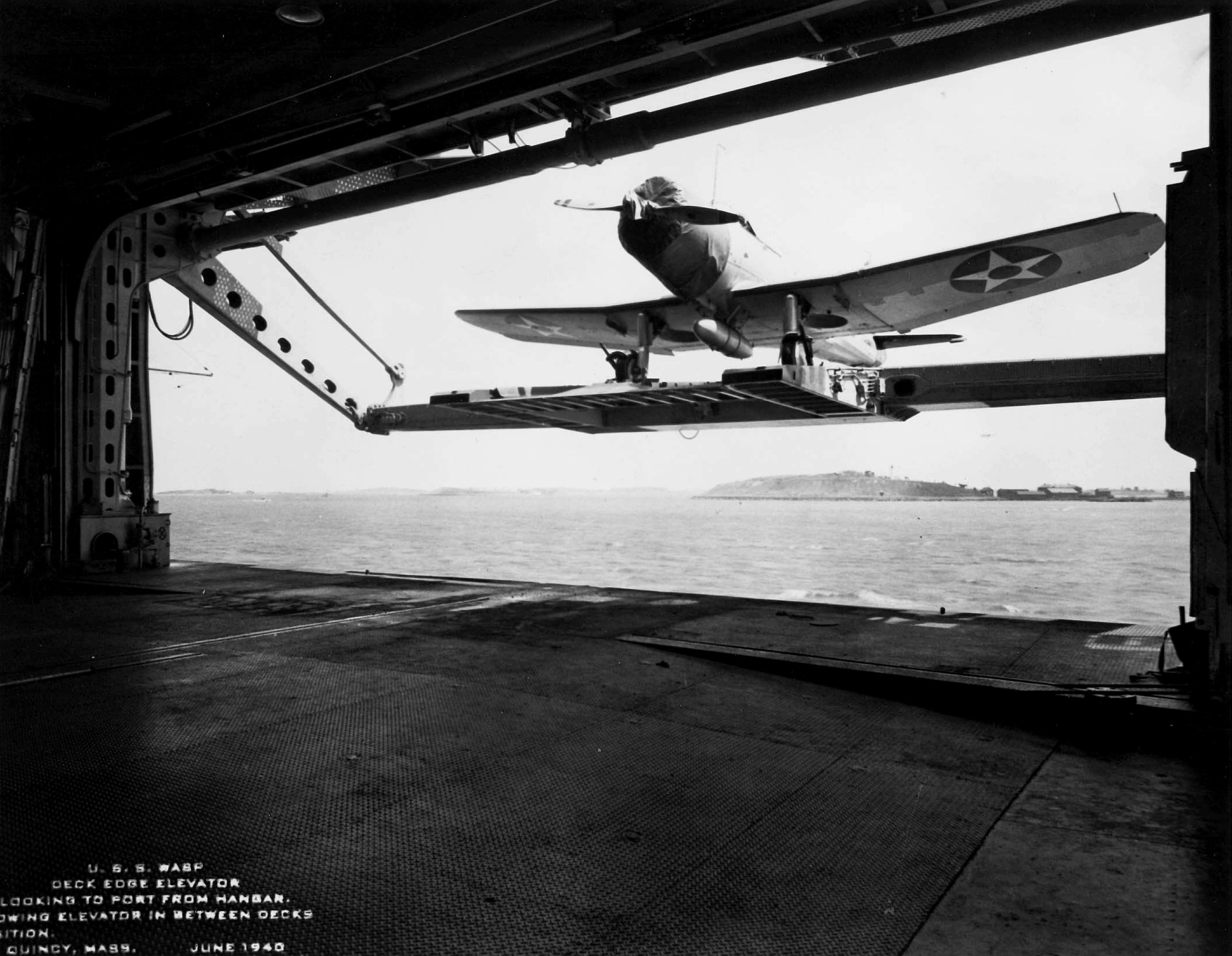
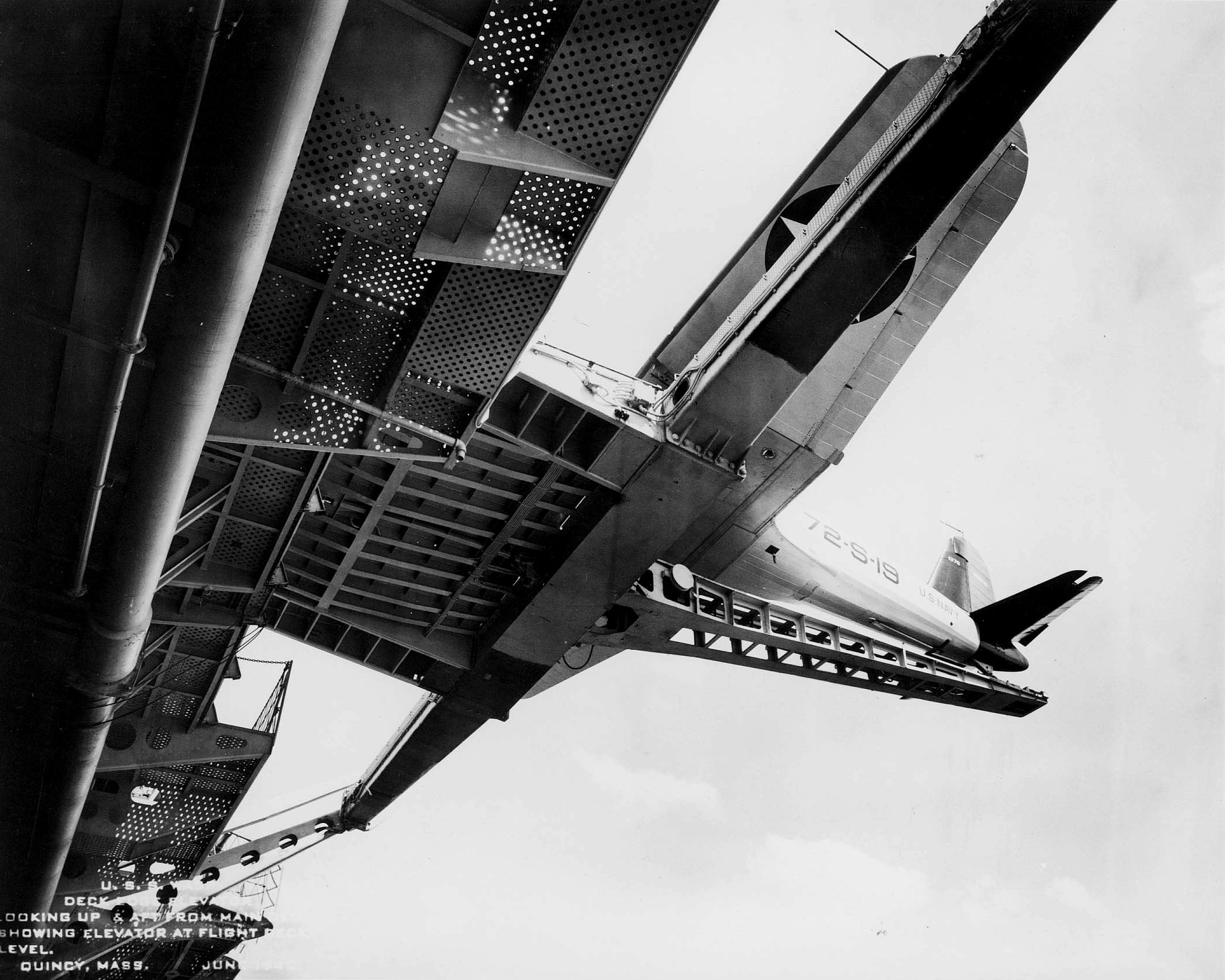

一方、3基目のエレベーターはアメリカ海軍で初の試みとして左舷格納庫の側面に折り畳み式の舷側エレベーターを設置することで解決された。この舷側エレベーターは"T字状"をしており、横棒の部分に機体の前輪を乗せ、縦棒の部分に尾輪を乗せる形で運用された。

### 搭載機
搭載機変遷
1941年12月 - 計57機（F4Ｆワイルドキャット 18機 + SB2Uビンディケーター 37機 + TBDデバステーター 2機）
1942年6月 - 計69機（F4Ｆワイルドキャット 28機 + SBDドーントレス 36機 + TBDデバステーター 5機）
1942年8月 - 計73機（F4Ｆワイルドキャット 28機 + SBDドーントレス 36機 + TBFアベンジャー 9機）
1940年～1941年の第72偵察飛行隊 (Scouting Squadron 72、VS72) に配備された艦上攻撃機デバステーター2機は、標的曳航などの汎用任務に用いられた。1942年2月に第7雷撃飛行隊 (Torpedo Squadron 7、VT7) が開隊し、雷撃機としてデバステーターが配備された。太平洋戦線投入時、第7雷撃飛行隊は新鋭雷撃機（TBFアヴェンジャー）と従来機（TBDデバステーター）の混成部隊だったが、TBFのみを搭載してガダルカナル島に出撃した。

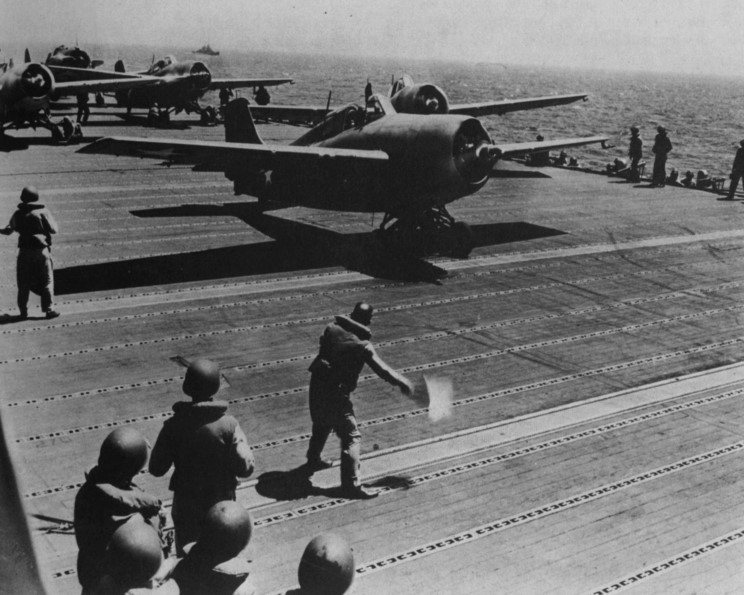
1942年に撮られた本艦のＦ4Ｆワイルドキャット
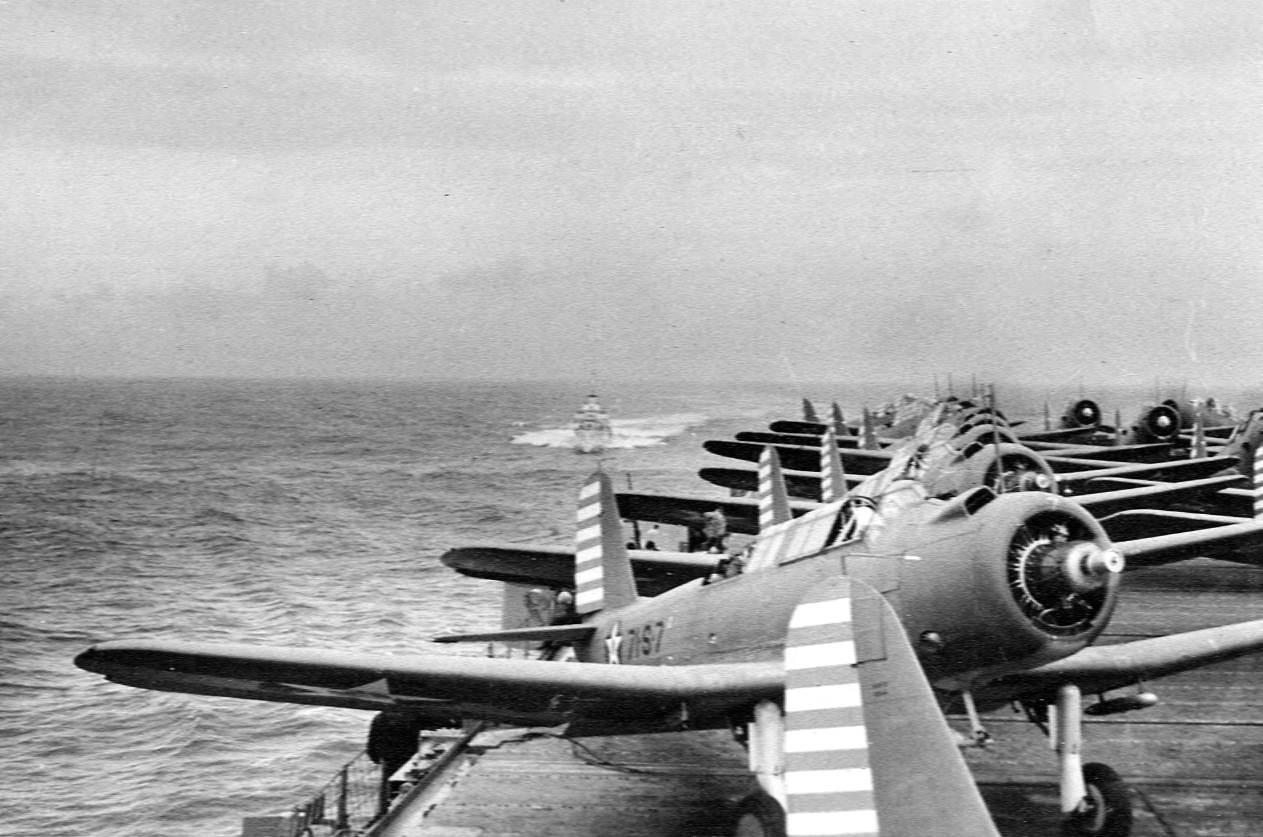
1942年に撮られた本艦のSB2UビンディケーターとTBDデバステーター
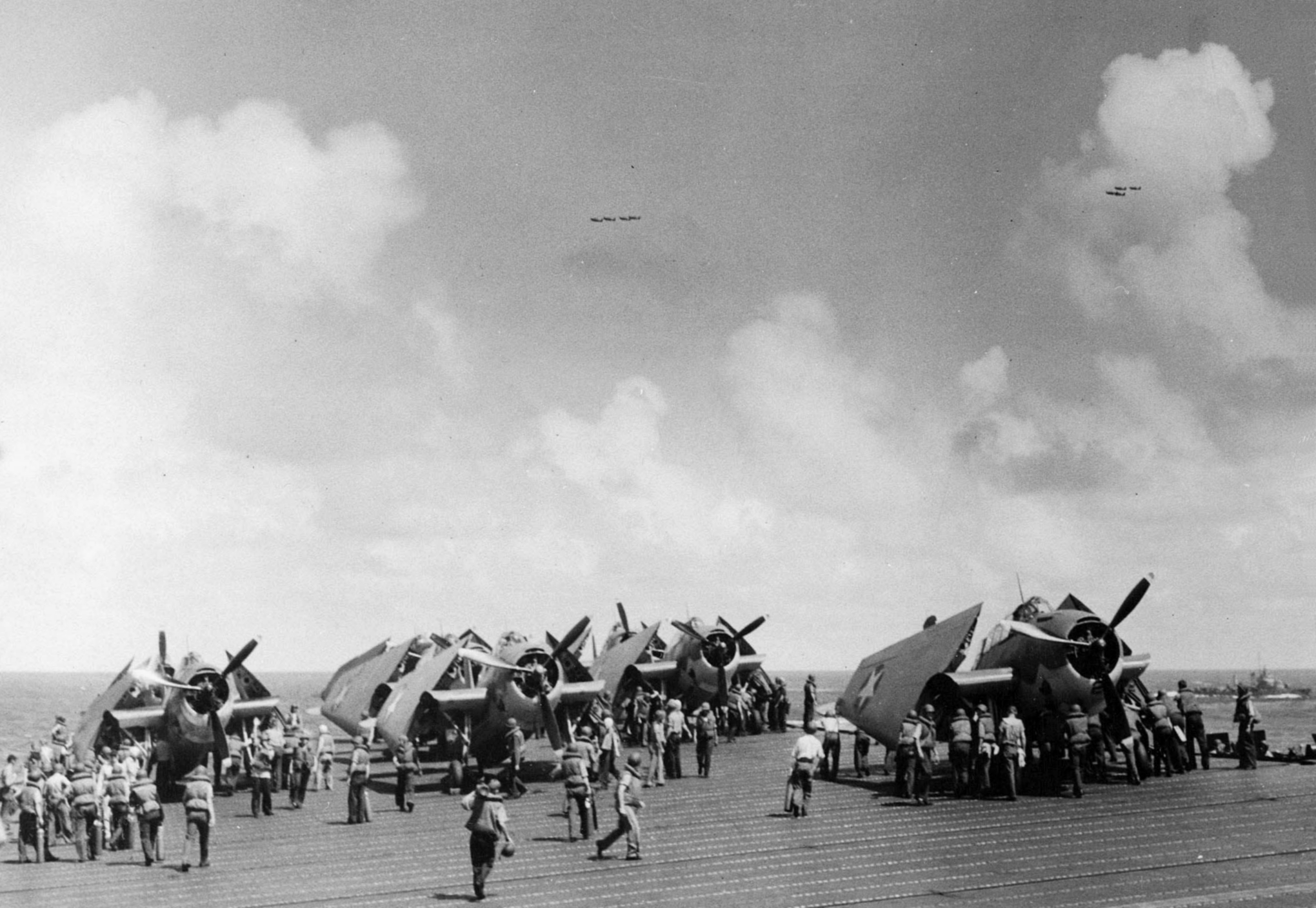
1942年に撮られた本艦のTBFアベンジャー

## 武装

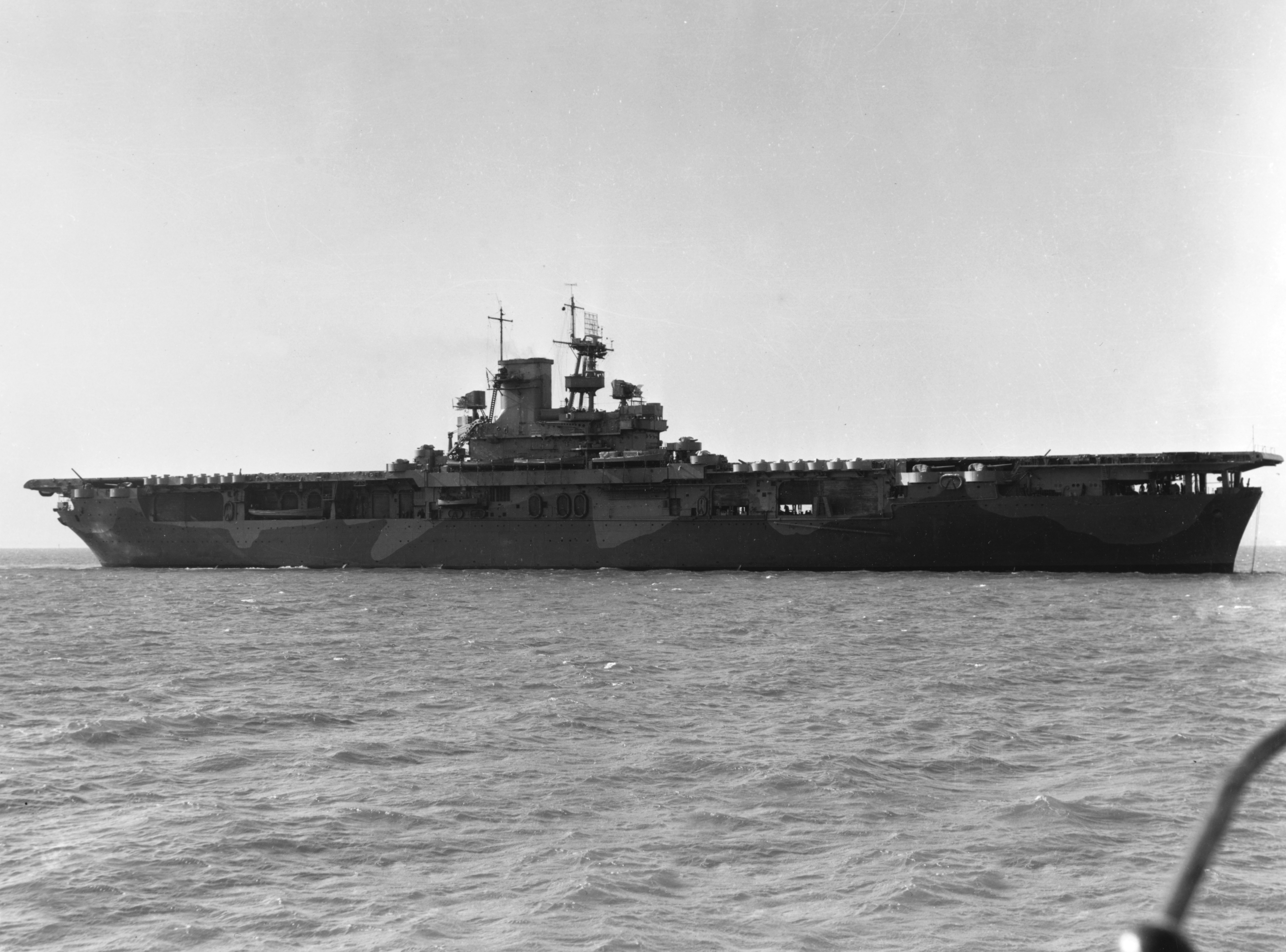
1942年に撮られたワスプ。艦橋上のマストにCXAMレーダーのアンテナが新設された他、艦橋の手前に増設された2cm単装機銃の機銃座が見える。

ワスプは艦形を小型化すべく対空火器のみを搭載した。このため武装の配置は飛行甲板を阻害しないように格納庫の四隅に張り出し（スポンソン）を設け、そこに主武装としてMk 10 12.7cm（25口径）高角砲を単装砲架で2基ずつ4か所で計8基を配置していた。このほかに近接火器としてMk 1 2.8cm（75口径）機関砲をアイランドを前後から挟むように四連装砲架で背負い式で2基ずつ計4基を搭載し、他にブローニング 12.7mm（90口径）機銃を単装砲架で計24丁が艦首・艦尾甲板と飛行甲板の側面に追加された。
就役後の1942年1月にアイランドにCXAMレーダーを搭載した。同年6月には12.7mm機銃のうち18丁を撤去し、新たにボフォーズ 4cm（56口径）機関砲を四連装砲架で1基、近接火器として「エリコン 2cm（76口径）機関砲」を単装砲架で32丁に更新した。

## 防御
前述のようにワスプは搭載機数の拡大を最優先課題として設計されたため、防御力は限定的な物となり水面部装甲は主要部分も含めてカットされた。このため防御は舵機室の側面に最大で89mm装甲が張られただけであった。建造段階では舷側装甲を付ける追加工事が予定されていたが、その前に戦没してしまった。
水平防御も飛行甲板防御は諦めて下甲板にのみ32mm装甲が張られた。水線下防御に関しては「レンジャー」と同様に対魚雷防御は全く考慮されていなかった。

## 機関
ワスプの機関はヨークタウン級よりも高温高圧化の進んだヤーロー式重油専焼水管缶6基が採用され、これに従来と同じくパーソンズ式ギヤード・タービンが採用された。
前述の水雷防御の欠如を補う目的から本艦の機関配置は変わっており、ヨークタウン級ではボイラー室の後部に推進機関を配置する前時代的な全缶全機配置であったが、本艦においてはボイラー+タービン+ボイラー+タービンと交互に配置するシフト配置が採用されていた。このため機関室は横隔壁によって隔てられ、ボイラー室は縦隔壁により3室に分けられていた。艦首から記述すると1番ボイラー室に並列配置でボイラーを1室あたり1基ずつで3基、その後ろの機関室にタービン、2番ボイラー室、2番機械室の順であった。
機関出力はレンジャーの53,500馬力よりも向上した70,000馬力を発揮したが高速を発揮しづらい短い船体形状のために速力は29.25ノットに留まった。公試の燃料消費量から重油2,400トンを搭載した状態で速力15ノットで16,900海里を航行できるとされた。なお、建造途中に機関技術が発達したためアトランタ級軽巡洋艦とおなじ機関構成にして速力30.0ノットを持たせる計画もあったが予算的な問題で破棄された。

## 艦歴
ワスプは1936年（昭和11年）4月1日に、マサチューセッツ州クインシーのフロント・リバー造船所で起工された。当時のアメリカ海軍は艦隊増強のため大量の艦艇を建造しており、本艦の建造工程も遅れがちであった。
1939年（昭和14年）4月4日、海軍省次官チャールズ・エジソンの夫人キャロリン・エジソンによって進水した。式典では海軍機の空中衝突がおこり、2機が墜落して搭乗員合計4名が死亡した。マサチューセッツ州サウスボストンのアーミー・クォーターマスター・ベースで1940年（昭和15年）4月25日に、初代艦長ジョン・W・リーヴス・ジュニア大佐の指揮下で就役した。既に第二次世界大戦がはじまっており、ワスプは大西洋における中立パトロールに従事した。

### 太平洋戦争以前
1941年（昭和16年）1月より空母レンジャーとともに大西洋艦隊 (United States Atlantic Fleet) に所属し、就役訓練を行いながら緊迫する情勢下で陸軍機の発艦テストに使用された。このためワスプに飛行隊を載せて就役したのは太平洋戦争後となった。
前年5月10日、イギリスはデンマークの自治領だったアイスランド王国に攻め込み、アイスランドを占領して北大西洋における拠点とした（第二次世界大戦におけるアイスランド）。1941年（昭和16年）7月から、イギリス軍にかわってアメリカ軍がアイスランドを占領することになった。
ワスプは陸軍の第33追跡飛行隊 (33rd Pursuit Squadron) に所属するP-40戦闘機などを積み込み、7月下旬に重巡ヴィンセンス、駆逐艦オブライエン、ウォークに護衛されてアメリカ東海岸を出発した。戦艦ミシシッピなどと合流し、アイスランドに向かう。8月上旬、戦闘機を空輸し、アメリカ本土に戻った。
ルーズベルト大統領は、アイスランドと周辺海域のシーレーンを死守すると発表した。
アメリカ合衆国とナチス・ドイツは互いに宣戦布告こそしなかったが、事実上の戦争状態に突入する。
12月7日（日本時間12月8日）の太平洋戦争開戦時、ひきつづき大西洋艦隊隷下においてクック少将 (Arthur.Byron.Cook) が指揮する第3航空戦隊 (Carrier Division Three) に所属していた。
12月24日の時点で、アメリカ東海岸ハンプトン停泊地には戦艦（ニューメキシコ、アイダホ、ミシシッピ、ワシントン）、空母（ワスプ、ホーネット、ロングアイランド）などが停泊していた。

### 大西洋戦線
1942年（昭和17年）1月初頭、ノーフォーク造船所で整備をおこなう。1月14日、ワスプはノーフォークを離れて北に向かい、ニューファンドランド島アージェンティア、メイン州カスコ湾に寄港した。3月16日ノーフォークに向かう。翌17日の朝、ワスプは駆逐艦スタックに衝突した。ワスプは21日にノーフォークに入港、3日後にはカスコ湾に戻った。
アメリカ軍は、新鋭戦艦ワシントン、空母ワスプ、重巡洋艦ウィチタ、重巡タスカルーサなどで第39任務部隊を編成し、同部隊は大西洋を横断してイギリスのオークニー諸島スカパ・フローに移動することを命じられた。司令官はジョン・W・ウィルコックス少将で、ワシントンに将旗を掲げていた。 
3月26日、第39任務部隊はメイン州ポートランドを出発し、イギリスに向かった。ワスプの艦上爆撃機は、対潜哨戒と共にワシントンや巡洋艦に対する模擬空襲をおこなう。翌27日、荒天候下でウィルコックス少将がワシントンから転落して行方不明になった。ワスプはウィルコックス司令官を捜索するため艦爆4機を発進させたが、1機が着艦時に大破して搭乗員2名が戦死した。ウィチタ座乗のロバート・C・ギッフェン少将が第39任務部隊の指揮を引きついだ。
4月2日、第39任務部隊はイギリスの軽巡洋艦エディンバラを中心とする部隊と合流し、翌3日朝スカパ・フローに到着した。第39任務部隊はキング・ジョージ5世級戦艦などのイギリス海軍艦艇と訓練をおこなった。この海域における最大の脅威は、ノルウェー中部西岸のトロンハイムに潜むビスマルク級戦艦であった

さらにドイッチュラント級装甲艦（リュッツォウ、シェーア）やアドミラル・ヒッパー級重巡洋艦も北方水域に配備され、出撃準備を整えていた。第39任務部隊の大多数は本国艦隊（司令長官ジョン・トーヴィー大将）に加わり、ソ連にむかう援助船団の護衛やティルピッツ警戒に従事した。 
この頃、イギリスは北アフリカ戦線や地中海戦線でも苦戦しており、地中海の重要拠点たるマルタを巡って連合軍と枢軸軍の激戦が続いていた（マルタ攻囲戦）。マルタへの増援輸送は急務であった。一方の枢軸国側も、空挺部隊によるマルタ占領作戦（ヘラクレス作戦）を準備する。アドルフ・ヒトラー総統の躊躇により、北アフリカ戦線の様子をみるためヘラクレス作戦の発動は5月以降に延期されていたが、本来ならば4月下旬に実施予定だった。
ワスプは4月9日にスカパ・フローを離れ、スコットランドのクライド湾、グリーノックへ向かった。ワスプの任務はマルタへの戦闘機輸送であった。空母によるマルタ空輸作戦をクラブラン (Club Run) と呼称する。本艦は固有の第71戦闘飛行隊にくわえて、スピットファイアも搭載することになった。そのかわり、第7雷撃飛行隊のデバステーターは陸揚げした。4月13日、グラスゴーでスピットファイア2個中隊を乗せ、翌14日に出発する。
護衛として巡洋戦艦レナウン、防空巡洋艦カイロ、駆逐艦マディソン、駆逐艦ラングなどが随伴した。
4月19日ジブラルタル海峡を通過し、20日マルタへ向けてスピットファイア48機を発進させ、イギリスに戻る（カレンダー作戦）。スピットファイアは47機が到着した。だがマルタ進出直後にドイツ空軍の爆撃を受け、さらに絶え間ない戦闘で急速に消耗した。
その後、ワスプは再びスピットファイアを搭載する。5月3日、英空母イーグルと共に地中海へ向かい、9日にマルタへ戦闘機を送った（バウアリー作戦）。2隻の空母からスピットファイア64機が発進し、3機喪失のみでマルタに進出した。制空権を失いかけていたマルタ島は、息を吹き返す。マルタのスピットファイアはさっそくドイツ空軍機を多数撃墜し、戦況は劇的に変化した。イギリス空軍年鑑には「栄光の5月10日」と記録されている。
イギリス首相ウィンストン・チャーチルは、ワスプの活躍に感謝の辞をおくる。「蜂（ワスプ）は二度刺せないなどと誰が言ったんだ？」と語った。
なお本作戦時、ドイツは「ドイツ空軍が地中海でワスプを撃沈した」と宣伝した。ワスプ乗組員達は失笑したという。

### 太平洋戦線

#### 第一次ソロモン海戦

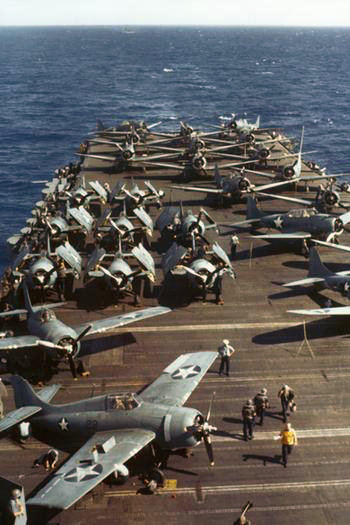
1942年に太平洋で撮られたワスプ

アメリカ海軍は1942年（昭和17年）5月上旬の珊瑚海海戦で日本軍のポートモレスビー海路攻略作戦（ＭＯ作戦）を中断させ戦略的勝利をおさめたが、大型空母レキシントンを失った。日本軍がミッドウェー島攻略を目指したミッドウェー作戦時、日本海軍は太平洋配備の米空母を3隻（エンタープライズ、ホーネット、サラトガ）と判断し、「レンジャーは大西洋にあり、ワスプの所在は不明、特設空母は6隻程度完成して半数は太平洋にあるが積極的作戦には用いない」と判断した。
6月上旬のミッドウェー海戦でアメリカ海軍は勝利したが、空母ヨークタウンを失う。アメリカ太平洋艦隊の運用可能主力空母は3隻（サラトガ、エンタープライズ、ホーネット）となり、ワスプは太平洋に転戦することになった。
ワスプは修理と改修のためノーフォーク海軍工廠入りする。この停泊期間にリーヴス艦長に代わってフォレスト・P・シャーマン艦長が着任する。6月6日、戦艦ノースカロライナ、重巡洋艦クインシー、軽巡洋艦サンフアン、駆逐艦6隻から構成される第37任務部隊と共にノーフォークを出港した。部隊は6月10日にパナマ運河を通過し、ワスプは第18任務部隊に配置換えとなる。
6月19日にサンディエゴに到着すると、ワスプは艦載機の残りを搭載した。7月1日、第2海兵連隊を乗せた船団とトンガに向け出発した。当時日本軍の拠点であったソロモン諸島への進攻準備は進められていた。ワスプは第18任務部隊の旗艦となり、レイ・ノイズ少将が将旗を掲げた。
ワスプが南太平洋へ向けて航行中の7月上旬、日本軍の第四艦隊の設営隊は飛行場建設のためガダルカナル島に上陸する。連合軍上層部は、日本軍がガダルカナルからニューヘブリデス諸島およびニューカレドニアを攻撃可能になったことを理解し、敵が強固な陣地を構築する前に攻撃を行うことを決めた（ウォッチタワー作戦）。
南太平洋方面部隊（ロバート・L・ゴームレー中将）は、遠征部隊（フランク・フレッチャー中将）と基地航空部隊（マケイン少将）にわかれ、遠征部隊の麾下に航空支援部隊（3個空母機動部隊）と水陸両用部隊（ターナー少将）が配備されている。
遠征部隊の指揮はフレッチャー中将（旗艦サラトガ）が執るが、航空母艦支援任務はノイズ少将（旗艦ワスプ）が執り、基地航空部隊（マケイン少将）はゴームレー中将の指揮下にあるという複雑な関係だった。
ワスプは空母サラトガ、エンタープライズ、戦艦ノースカロライナと共に、フレッチャー中将指揮下の第61任務部隊に配属となる。
第61任務部隊は航空支援攻撃を行うことになっていたが、フレッチャー中将は水陸両用部隊（第62任務部隊）のリッチモンド・K・ターナー少将と、海兵隊指揮官ヴァンデクリフト少将に「空母機動部隊は上陸開始から48時間で引き揚げる」と通告した。ターナー少将は荷揚に5日程度かかると判断していたので、フレッチャー中将の判断に異を唱えたが覆らなかった。
8月7日朝、連合軍はフロリダ諸島（ツラギ）およびガダルカナル島に上陸を開始、フロリダ諸島の戦いとガダルカナル島の戦いがはじまった。日本海軍のラバウル航空隊は直ちに攻撃を決意、一式陸上攻撃機と九九式艦上爆撃機をおくりこんだが、特筆すべき戦果は駆逐艦マグフォード中破程度であった。
エンタープライズ所属のF4F ワイルドキャット1機が、空戦のあとワスプに緊急着陸した。サラトガでは、フレッチャー中将が日本空母に恐怖を抱いていた。ニューブリテン島のラバウルを偵察したB-17が、同方面で空母1隻を発見していた為である。零戦と九九艦爆輸送任務のため、偶然にも改造空母の八幡丸がラバウル近海まで進出していた。フレッチャー中将はサラトガに日本空母攻撃のための準備を整えておくよう命じ、ワスプには翌日午前中にラバウル方面の空母を、エンタープライズには同日午後にラバウル方面を偵察するよう命じた。
8月8日、ラバウル航空隊は第61任務部隊を捜索したが発見できず、一式陸攻部隊はガ島沖の連合軍輸送船団を攻撃した。そして大損害を受けた。ワスプの戦闘機部隊は一式陸攻の攻撃がはじまる前に母艦に帰投しており、サラトガとエンタープライズの戦闘機が日本軍攻撃隊を邀撃した。駆逐艦ジャービスが大破し、輸送船ジョージ・F・エリオットが被弾炎上して放棄された。
同8日午前8時15分、ワスプから2機のSBDドーントレス（偵察）が発進し、ラバウル方面にむかった。ワスプ機はサンタイサベル島レカタ湾付近で日本軍の水上偵察機1機を撃墜した。これは重巡加古（第六戦隊）から発進した零式水上偵察機であった。
同8日昼前、オーストラリア軍のハドソン偵察機2機が相次いでブーゲンビル島キエタ沖合で外南洋部隊（第八艦隊司令長官三川軍一中将が指揮する重巡部隊）を発見した。1機のハドソン機は「0927(日本側標準時0827)　巡洋艦3隻、駆逐艦3隻、水上機母艦または砲艦2隻、南緯5度49分、東経156度07分、針路120度、速力15節」と無線報告し、ワスプでも受信した。ワスプでは、この敵艦隊に水上艦艇部隊を派遣するか、空襲をおこなうかで、議論があった。
8月7日と8月8日の航空戦において、ワスプは7日にのべ223機を出撃させ、8日にのべ89機を出撃させた。空戦で戦闘機1機、SBD 1機を失い、戦闘機2を事故で失った。フレッチャー提督はロバート・L・ゴームレー中将からの正式回答をまたず、燃料不足になったという理由で、第61任務部隊を退却させる。「艦上戦闘機が各艦合計99機から78機に減少した／敵雷撃機や襲撃機が多数行動中で空母機動部隊が危険に晒されている／機動部隊は燃料不足になった」という理由であった。
空母機動部隊の支援を失った連合軍輸送船団と護衛部隊に、三川艦隊が襲いかかった。8日深夜から8月9日未明の第一次ソロモン海戦（連合軍呼称：サボ島沖海戦）で大戦果をあげる。
一方、三川艦隊の主要幹部は米軍空母機動部隊の空襲を懸念しており、敵護衛艦隊（第62任務部隊）撃破という戦果で満足して戦場を離脱することにした。
第一次ソロモン海戦が終わった8月9日早朝時点で、第61任務部隊はサン・クリストバル島南端を通過していた。第61任務部隊にも、第62任務部隊の苦戦や友軍機の掩護を求める電信がはいってきた。シャーマン大佐（ワスプ艦長）は、ラバウルにむけて撤退中の三川艦隊を追撃し、空襲をかけることをノイズ少将に提案した。ワスプには、夜間襲撃の訓練をした搭乗員がいたからである。もしシャーマン艦長の意見具申が通ったならば、ワスプ攻撃隊はニュージョージア海峡で三川艦隊を撃破した可能性がある。だがノイズ少将もフレッチャー中将も退避を選択し、ワスプの攻撃は実施されなかった。

#### 第二次ソロモン海戦
連合軍輸送船団が撤退したため、アメリカ海兵隊はガダルカナル島に取り残されて孤立した。第61任務部隊の後退で、航空掩護も失った。海兵隊員は第61任務部隊の退避行動に幻滅を感じ、また食糧と弾薬不足に悩まされた。それでもヘンダーソン飛行場の復旧と整備を急いだ。
アメリカ軍に占領された飛行場を奪回するため、日本の大本営陸海軍部は、海軍陸戦隊、一木清直陸軍大佐が指揮する一木支隊、川口清健陸軍少将が指揮する川口支隊の派遣を決定する。一木支隊第二梯団（本隊）と海軍陸戦隊が分乗した輸送船団を第二水雷戦隊（司令官田中頼三少将）が直接護衛し、第二艦隊（司令長官近藤信竹中将）と第三艦隊（司令長官南雲忠一中将）が間接的に護衛していた。
フレッチャー中将が率いる第61任務部隊はソロモン諸島南部からエスピリトゥサント島にかけて海域を行動し、哨戒や海上交通保護任務に従事した。またヘンダーソン飛行場に航空機を運ぶためガ島に接近した護衛空母ロング・アイランドの間接支援もおこなった。
8月23日朝、第61任務部隊はPBYカタリナ飛行艇が発見した日本軍輸送船団（一木支隊第二梯団、海軍陸戦隊）にむけ攻撃隊を放ったが、発見できず空振りにおわった。「ここ数日は大きな戦闘がおきるまい」と判断したフレッチャー中将は、第18任務部隊（ワスプ）を燃料補給のため南下退避させる。このため手持ちの空母2隻で南雲機動部隊を迎え撃つ羽目になった。
24日の第二次ソロモン海戦（連合軍呼称“東ソロモン海戦”）で、連合軍は軽空母龍驤を撃沈し、水上機母艦千歳に損害を与えた。

さらにヘンダーソン基地航空隊やB-17の爆撃で日本軍輸送船団も被害を受け、ガ島への揚陸作戦は中止されるに至った。
しかし第16任務部隊（司令官トーマス・C・キンケイド少将）の空母エンタープライズが空母翔鶴艦爆隊により中破した。サラトガとエンタープライズは南方に避退し、ワスプと合流、このうちエンタープライズは修理のため戦線を離脱した。
第二次ソロモン海戦に勝利して日本軍輸送船団を撃退したフレッチャー中将は、ひきつづき健在空母2隻と戦艦ノースカロライナを基幹とする機動部隊を率いてソロモン諸島南方海域で哨戒任務をつづけた。そのため、この海域に展開していた日本軍潜水艦の格好の目標となった。連合軍将兵は、日本軍潜水艦が出没するこの海域を“魚雷交差点”と呼んでいたという。
8月31日、伊26（潜水艦長横田稔少佐）が米軍機動部隊を襲撃し、第11任務部隊の空母サラトガに魚雷1本が命中する。サラトガは修理のために戦線を離脱した。このときフレッチャー提督も負傷した。さらに第一次ソロモン海戦での責任を取らされ、空母機動部隊の指揮権を取り上げられる。
第17任務部隊（司令官ジョージ・D・マレー少将）の空母ホーネットが最前線に進出して第18任務部隊（ワスプ）と合流し、アメリカ軍はかろうじて正規空母2隻を揃えて日本軍に対抗した。
9月6日には、伊11が第17任務部隊を襲撃し、ホーネットが魚雷を回避している。
輸送船団によるガ島揚陸を諦めた日本軍は、駆逐艦を用いた強行輸送作戦で陸軍兵をガ島におくりこんだ（東京急行）。
9月12日以降、アメリカ海兵隊が守備するヘンダーソン飛行場基地に、川口清健陸軍少将指揮下の川口支隊が総攻撃を敢行する（Battle of Edson's Ridge）。
日本海軍の前進部隊（第二艦隊司令長官近藤信竹中将）と機動部隊（第三艦隊司令長官南雲忠一中将）も、9月9日から10日にかけてトラック泊地を出撃し、ガ島北方海域でアメリカ軍機動部隊を警戒していた。南雲機動部隊の主力艦は、第一航空戦隊（翔鶴、瑞鶴、瑞鳳）であった。
9月12日、ワスプとホーネットはガ島ヘンダーソン飛行場に海兵隊の戦闘機を空輸した。
9月13日、第17任務部隊と第18任務部隊は二式飛行艇に発見され、F4F 2機を差し向けたが逃げられた。情報を入手した南雲機動部隊は、敵機動部隊までの距離が遠すぎることを理由に攻撃隊の発進を取止め、反転北上した。川口支隊の飛行場占領が失敗したこともあり、日本軍機動部隊の行動は消極的になった。
9月14日、第7海兵連隊を載せた輸送船6隻および護衛の巡洋艦と駆逐艦はニューヘブリディーズ諸島エスピリトゥサント島を出撃した。南太平洋方面艦隊司令長官（ゴームレー中将）は、アメリカ軍機動部隊（空母ワスプ、空母ホーネット、戦艦ノースカロライナ、巡洋艦7〈サンフランシスコ、ノーザンプトン、ペンサコーラ、ソルトレイクシティ、ヘレナ、ジュノー、サンディエゴ〉、駆逐艦13）にソロモン諸島南端サン・クリストバル島の南西海面進出と、海兵隊輸送船団の間接掩護を命じた。
9月15日、伊号第19潜水艦（潜水艦長：木梨鷹一海軍少佐）がアメリカ軍の空母機動部隊を襲撃する。
第18任務部隊に向けて発射された酸素魚雷6本のうち、魚雷3本がワスプに命中する。大火災となって総員退去に追い込まれる。放棄後、駆逐艦ランズタウンによって雷撃処分された。
また外れた伊19の魚雷が第17任務部隊（ホーネット部隊）に向かい、戦艦ノースカロライナと駆逐艦オブライエンに1本ずつ命中した。ノースカロライナは戦線離脱を余儀なくされ、オブライエンは損傷が原因で後日沈没した。なおワスプ以下が間接護衛していた海兵隊輸送船団は天候を利用して9月18日早朝にガ島ルンガ泊地に突入、人員4,000名、戦車や武器弾薬糧秣の揚陸に成功した。ワスプ沈没に至る詳細は以下のとおり。

#### 喪失

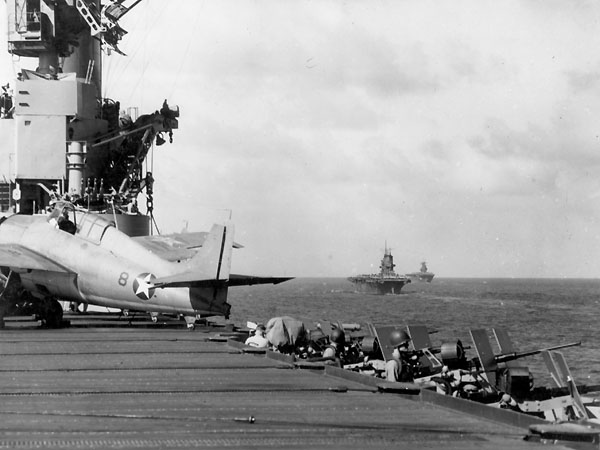
1942年8月に撮られたワスプ。前方の中央に見える巨大な煙突の空母がサラトガで右側がエンタープライズ。

1942年（昭和17年）9月14日、ワスプを基幹とする第18任務部隊と、ホーネットを基幹とする第17任務部隊は、ガダルカナルへの増援部隊（第7海兵隊連隊4,000名が乗船した輸送船団）の護衛を行っていた。連合軍索敵機がガ島北方で日本軍機動部隊（南雲部隊）と戦艦部隊（近藤部隊）および東京急行を発見して通報してきたので、ホーネットから索敵攻撃隊が発進した。だが、日本艦隊を捕捉できなかった。
9月15日朝、インディスペンサブル礁を発進した零式水上偵察機が米軍機動部隊を発見し、日本時間午前8時20分に「敵主力ハ空母一、巡洋艦六、駆逐艦七、針路三四〇度速力二四節」、10分後には南緯12度30分 東経162度30分 / 南緯12.500度 東経162.500度地点航行中（サンクリストバル島南東端より南方110浬）と報じた。
同時刻、二式飛行艇が連合軍輸送船団を発見した。輸送船団は針路をかえ、欺瞞行動をおこなった。
米軍機動部隊はサンクリストバル島の約150マイル南東、ヌデニ島南西海域で作戦活動をつづける。この日のワスプは、対潜および上空警戒担任であった。艦載機は燃料を再補給し対潜哨戒準備が行われていた。ワスプでは日の出の一時間前から総員配置状態にあり、朝の探索機は10時に帰還した。日中は艦載機が連合軍時間12時15分に日本軍の四発飛行艇を撃墜した以外、敵に遭遇することはなかった。
日本時間11時45分頃（連合軍時間12時43分）、日本海軍の伊号第19潜水艦（潜水艦長木梨鷹一海軍少佐）は南緯12度25分 東経164度25分 / 南緯12.417度 東経164.417度地点においてワスプに対し距離900メートルで酸素魚雷6本を発射する。ワスプは警戒機と哨戒機の発進と着艦作業を終え、速力16ノットに落としていた。近距離で回避行動も間に合わず、魚雷2本が右舷前部に、魚雷1本が右舷中央部（艦橋のやや前方）に命中した。
被雷により大火災が発生し、同時に消火ポンプが破壊されて鎮火不能となる。フォレスト・P・シャーマン艦長は総員退艦を命じた。ノイズ少将は駆逐艦ファーレンフォルトに移乗した。被雷から約3時間後、総員退艦が発令された。
第17任務部隊と第18任務部隊では、重巡サンフランシスコに将旗を掲げていたスコット少将が、同艦と重巡ソルトレイクシティでワスプを曳航しようとした。だが、ワスプは救える状態ではなかった。戦死者193名、負傷者366名と記録されている。また従軍記者1名が戦死している。ワスプの生存者はヘレナ、ソルトレイクシティ、駆逐艦ラードナーなどに救助された。
最終的に、ワスプは随伴艦により処分される。駆逐艦ランスダウンが発射した魚雷により沈没した。伊19は随伴駆逐艦の爆雷攻撃で潜航したため、効果を確認しなかった。日本時間18時、伊15が南緯12度25分 東経163度45分 / 南緯12.417度 東経163.750度地点でワスプの沈没を確認した。
なお伊19が発射した魚雷6本のうち、外れた魚雷がワスプの北北東約5浬にいた第17任務部隊にむかった。連合軍時間12時52分、ノースカロライナの左舷前部に魚雷1本が命中する。ノースカロライナは損傷したが、退避に成功した。連合軍時間12時54分、駆逐艦オブライエンの艦首に魚雷1本が命中する。この時は助かったが、応急修理を施して本国にむけ回航中の10月19日、損傷が拡大して沈没した。ワスプ被雷地点と、ノースカロライナ被雷地点が離れていたので、アメリカ側は伊19がワスプを撃沈し、伊15がノースカロライナとオブライエンを撃破したと判断していた。しかし戦後の研究により、一連の戦果はすべて伊19によるものと判明した。
サラトガとノースカロライナの戦線離脱、ワスプの沈没で、9月15日時点におけるアメリカ太平洋艦隊の健在空母はホーネット1隻、エンタープライズとサラトガが修理中、新鋭戦艦はワシントンだけになった。ワスプは第二次世界大戦中の戦功で2つの従軍星章を受章した。
約一ヶ月後、南太平洋海戦の速報とともに、アメリカ海軍はワスプの喪失を発表する。
この放送により、日本側は伊19がワスプを撃沈したことを知った。
本艦を記念し、オリスカニーとして建造中だったエセックス級航空母艦がワスプ (USS Wasp, CV-18) と改名された。 

## 残骸の発見
2019年1月14日、ポール・アレンが設立した財団が、調査船ペトレルでワスプの残骸を発見した。このことは、艦載機であったTBF アヴェンジャーの写真などとともに財団のツイッターで3月13日に発表された。
これにより、太平洋戦争中に沈没したアメリカ海軍の正規空母4隻は全て発見されたことになる。

## 登場作品
『ジパング』
第二次世界大戦時にタイムスリップしてしまった架空のゆきなみ型イージス護衛艦3番艦「みらい」がトラック泊地から横須賀に帰投することになり、それを暗号から察知して艦上機（F4Fワイルドキャット、SBDドーントレス、TBFアヴェンジャー）による空襲を敢行する。しかし出撃させた第1次攻撃隊を多数撃墜されてしまい、「みらい」からの警告を受けるも無視して再度攻撃すべく第2次攻撃隊を投入しようとしたため、トマホークによって撃沈された。

### 注
1. ↑  ちなみに艦名のワスプとはジガバチ（穴蜂）及びスズメバチの意味で、広義に肉食の大型の蜂全般を指す。蜂を語源とした空母には、ホーネット（USS Hornet, CV-8 及び USS Hornet, CV-12）も挙げられる。
2. ↑  本艦沈没後、9代目としてエセックス級航空母艦のワスプ (USS Wasp, CV-18) 、10代目としてワスプ級強襲揚陸艦のワスプ (USS Wasp, LHD-1) が就役した。
3. 1 2  ○米空母の造艦史[33](中略)その後、ワシントン會議の結果廢棄すべき巡洋戰艦を改造して作つたのが、レキシントン、サラトガの二大空母であつた。この兩艦も大東亞開戰後レキシントンは一九四二年一月十二日ハワイ西方六〇〇浬の海上で、サラトガは珊瑚海々戰においてヨークタウンと共に帝國海軍の手で撃沈されたが、その性能は排水量三三,〇〇〇トン、電氣推進機速度卅四ノット、搭載機平時八〇、戰時一三五等最新科學の粹を集め、米の對日進攻作戰における大きなホープであつた。(中略)その後、一九三一年にはレーンジヤーが起工され、次いで一九三四年には條約量一杯の建艦を目指す第一次ヴィンソン案に基きエンタープライズ、ヨークタウンの二隻が起工された。即ち、この兩艦に既存のサラトガ、レキシントン、ラングレー、レーンジヤを加え條約量の十三萬五千トンに近い十三萬二千〇〇トンの空母陣が形成されることとなつた。
　然るに、支那事變勃發に對するアメリカの緊急措置として、條約量二割増加を企圖した第二次ヴインソン案により、空母陣は更に二隻四萬トンを加へることとなり、ホーネット、エセックスの兩艦が起工された。これより先ラングレーの代艦として一九三六年にワスプが起工され、三九年十二月に就役してゐる。／次いで一九四〇年に至り東亞情勢の緊迫に備へて空母陣の増強を主とする第三次ヴィンソン案が計畫され、ボンホーム・リチャード、イントレピット、キャセージの三隻が起工されることとなつた。
4. ↑  レキシントン級各1隻の排水量は36,000トン（2隻で72,000トン）だが、対外的には33,000トンと発表した[21]。
5. ↑  三、航空母艦(英国略)(二)米國[28]　昨年一九,九〇〇噸ノ「ヨークタウン」「エンタープライズ」ノ二隻進水シ「レインジャー」ト略同噸數ノ「ワスプ」起工セラレタリ／「ヨークタウン」ハ「レインジャー」ノ擴大型ニシテ艦型艤装共「レインジャー」ニ類ス、本艦ヨリ一般用電源ハ巡洋艦「クインシイ」驅逐艦「マハン」同様四五〇ボルド交流トナレリ／「ワスプ」ハ「レインジャー」ノ使用實蹟ニ鑑ミ計畫セラレ、排水量ハ略「レンジジャー」ニ等シキモ船体主要寸法ハ著シク相違シ特ニ長サガ短縮セラレタリ、コレ「レインジャー」ノ復原性能ノ不良ニ鑑ミシモノト解スルヲ傳ベシ
6. ↑  日本海軍も14,500トン級中型空母2隻を建造する予定だったが、軽空母龍驤（8,000トン）がロンドン軍縮条約で規制枠に盛り込まれ、保有枠は21,000トンになった[30]。そこで②計画で10,500トン級の軽空母2隻を建造することにした[31]。これが蒼龍と飛龍である[31]。
7. ↑  蒼龍は1934年（昭和9年）11月20日起工、1935年（昭和10年）12月23日進水、1937年（昭和12年）12月29日に竣工した[35]。蒼龍の公試排水量は18,800トン（公表値は基準排水量10,050トン）[35]、速力34.3ノット[36]、常用機54（艦上戦闘機18、艦上爆撃機18、艦上攻撃機18）と補用9機（艦戦3、艦爆3、艦攻3）であった[37]。飛行甲板は長さ216.9ｍ×幅26.0ｍ、エレベーター3基であった[10]。
8. ↑  イギリス海軍のイラストリアス級航空母艦は36機（最大でも50機）[38]、コロッサス級航空母艦は約50機だが25ノットしかでない[39]。日本海軍主力空母の場合、珊瑚海海戦からミッドウェー作戦時の5隻（赤城、蒼龍、飛龍、翔鶴、瑞鶴）は各艦とも常用機数54機（艦戦18、艦爆18、艦攻18）と補用9機であった[37]。
9. ↑  レキシントン級空母の大型空母サラトガ、ヨークタウン級のエンタープライズとホーネット。アメリカ海軍は大西洋艦隊に空母レンジャーを配備していたが、同艦の防御力は脆弱で、太平洋戦線への投入を躊躇せざるを得なかった[50]。
10. 1 2  第百六十八条コンミユニケ[61]　“航空母艦ワスプ號は九月十五日敵潜水艦の攻撃を受けて南太平洋で撃沈された　母艦は攻撃を蒙つた後五時海上に浮かび、同方面に敵がゐなくなつて沈没した　以上の理由により敵がワスプ號の沈没を知らずにゐる可能性がある限り、發表を遅らせてゐたものである　ワスプ號は戰隊と共に南太平洋に出動、グワダルカナル島に對する増援軍ならびに物資の輸送掩護に從事中の九月十五日午後二時十五分頃魚雷を受けた、魚雷三個は艦内の火藥庫、ガソリンタンクの附近に命中し、随所に多數の爆發と大火災を生ぜしめた／　鎭火に努めること三時間後火焔を鎭壓し得ないことが明かとなつで來たので、離艦の必要を生じた、攻撃を蒙つてから五時間後、米驅逐艦は炎上中の艦體に魚雷を發射して海底に屠つたのであつた／敵の魚雷が命中してから約十五分後、大爆發が起つてワスプ號を揺がし、次いで格納庫、甲板の附近で爆發を生じた、火災を鎭壓し得ないで約三時間後離艦を必要とするに至つた、午後八時頃、鎭火と同艦を救ふ總ての望みは放棄され、米驅逐艦の魚雷をもつてワスプ號を撃沈した／ワスプ號乗組員の約九割は救助され、死傷者の近親者にはその旨通知が發せられた”（記事おわり）
11. ↑  書類上では8番機まで存在したが、実際は5機であったという[67]。
12. ↑  米國海軍頭痛の種　建艦大遅延　新建艦七十九隻いずれも六ヶ月乃至八ケ月[73](中略)大艦は更に遲々　小艦艇の工程に比し大艦は遲々たるものあり、航空母艦ヨークタウン號は十一月完成の豫定であつが、明春三月に延び、同く母艦エンタープライズ號は七割五分の工程にあるも豫定より五ケ月方遲延、同くワスプ號はキールを据へた儘の状態で明春四月に至らざれば着手し得ず、甲級巡洋艦ビンセンネス號は八割五分の工程にあり、明春一月には竣工すべく巡洋艦ウチタ號は四ケ月遲れる豫定である(記事おわり)
13. ↑  アメリカ合衆国は1939年9月5日に中立を宣言した[41]。
14. ↑  10月17日、SC48船団を護衛中のアメリカ駆逐艦カーニーをドイツ海軍 (Kriegsmarine) のUボート（U-568）が雷撃して撃破した[77]。10月31日にはHX156船団を護衛していたアメリカ駆逐艦ルーベン・ジェームズ (ヘイウッド・L・エドワーズ艦長) をU-552が撃沈した[78]。
15. ↑  戦艦ミシシッピと並んで碇泊するワスプの写真がある[80]。
16. ↑  ミュージカント著『戦艦ワシントン』52頁ではワスプの搭載機をSBDドーントレス急降下爆撃機と記述するが[84]、同時期のワスプが搭載していたのはSB2U ヴィンディケイターであったという。
17. ↑  4月末の時点で、6機[46]もしくは7機しか残っていなかった[101]。
18. ↑  二次資料によっては、65機進出とする[105]。また64機発進して、4機事故喪失、1機母艦帰投とする[107]。
19. ↑  一例として、弾薬を積んでマルタに到着した敷設巡洋艦のウェルシュマン (HMS　Welshman, M84) をドイツ空軍機が襲ったが、スピットファイア3機と引き換えにドイツ側は12機を喪失した[46]。
20. ↑  ◎海外特殊情報 第六號　昭・一七・七・九(木)情報局第一部第二課／◎米空母ワスプ撃沈説 ストツクホルム＝リスボン二日發 同盟＠＠發表　リスボンからの情報によれば米空母ワスプは最近歐洲水域に於て撃沈されたと云はれる　ワスプは最近マルタ島に航空機を輸送し樞軸空軍に反覆攻撃されたものであるが詳報は未[109]。
21. ↑  〔 二.「ミツドウエイ」方面ノ敵情(ハワイ方面、ミッドウェー基地略)[113](ニ)敵空母中「レンヂヤー」ハ大西洋方面ニ在ルモノゝ如シ捕虜ノ言ニ依レバ「レキシントン」ハ撃沈セラレタル如キモ西岸ニテ修理中ト言ヘルモノアリ／(ﾎ)太平洋方面ニハ「エンタープライズ」「ホーネツト」存在スル外「ワスプ」ノ存否ニ関シテハ確證ヲ得ズ／(ﾍ)特空母ハ六隻程度完成半数ハ太平洋方面ニ存在ノ算アルモ劣速ニテ積極的作戰ニ使用シ得ズ(以下略) 〕
22. ↑  珊瑚海海戦の速報ではヨークタウン型空母1隻撃沈だったが、のちに撃破と判断を訂正した[111]。
23. ↑  護衛空母ロングアイランドなど特設空母も既に竣工していたが、低速のため積極的作戦には投入できなかった[113]。
24. ↑  文献によっては「ノイエス少将」と記述する[125]。ノイズ少将はフレッチャー少将より先任だったが、7月15日付でフレッチャーが中将に昇進し、立場が逆転した[126]。またターナー少将（第62任務部隊）とノイズ少将（第18任務部隊）は、ワシントン海軍省勤務時代に対立したことがあった[126]。
25. ↑  第一次ソロモン海戦（サボ島沖海戦）時の第61任務部隊[52]：戦艦ノースカロライナ、空母サラトガ、エンタープライズ、ワスプ、重巡ミネアポリス、ニューオーリンズ、ポートランド、ソルトレイクシティ、サンフランシスコ、軽巡アトランタ、駆逐艦16隻。
26. ↑  第一次攻撃隊（爆弾装備の一式陸攻27、零戦17機）のうち喪失（陸攻5、零戦2）[136]。第二次攻撃隊（九九艦爆9）のうち、空戦で2機喪失、3機不時着救助、4機未帰還[137]。
27. ↑  新田丸級貨客船から空母に改造された八幡丸の公試排水量は20,000トンで、8月31日付で「雲鷹」と改名した[141]。
28. ↑  米軍情報部は「B-17が発見したのは、航空機輸送任務に従事している特設航空母艦の笠置丸もしくは姉妹船」と考えていた[139]。
29. ↑  陸攻18未帰還、陸攻5機被弾、零戦1機未帰還[144]。
30. ↑  加古1号機[150]：山本薫 飛曹長(操縦)、山口三郎 二飛曹(偵察)、小椋広春 三飛曹(電信)[151]。
31. ↑  その様子を、ワスプに便乗していたAP通信の前線特派員クラーク・リーが著書『彼等はそれを平和と呼ぶ』(They Call It Pacific) で描写している[157]。
32. ↑  フレッチャー中将はノイズ（ノイエス）少将に「雷撃機来襲の可能性と戦闘機数の減少にかんがみ空母の即時撤退勧告を行わんとす、貴官の意見知らせ／現行の作戦を継続する場合、明日の艦上機発進収容海域は本日と同海域を使用すべきと信ず、貴官の意見知らせ」と勧告した（事実上の命令）[162]。
33. ↑  三川中将は「敵空母群がソロモン付近にいなかった事を知っていれば、引き返して輸送船団や橋頭堡を攻撃しただろうが、戦後になってわかったことで結果論にすぎない」と回想している[169]。大前敏一参謀は「敵空母部隊の交信が旗艦鳥海で盛んに聞こえており、敵空母群至近距離と判断していたので躊躇なく離脱を決めた」と回想している[170]。
34. ↑  一木大佐直率の先遣隊は駆逐艦6隻で8月18日深夜から19日未明にかけて、ガ島に先行上陸した[180]。だが一木支隊先遣隊は[181]、8月21日のイル川渡河戦で壊滅した[182]。
35. ↑  SBDの空襲で軽巡神通が中破、輸送船金龍丸が沈没、B-17の爆撃で駆逐艦睦月が沈没した[194][195]。
36. ↑  サン・クリストバル島、レンネル島、エスピリトゥサント島、サンタクルーズ諸島を結ぶ珊瑚海。
37. ↑  この日、伊31と第27駆逐隊第1小隊（時雨、白露）がヌデニ島に設置されていた連合軍飛行艇基地に艦砲射撃をおこなっていた[225]。また特設水上機母艦國川丸と駆逐艦春雨が東方哨戒隊として、南緯0度53分 東経164度58分 / 南緯0.883度 東経164.967度地点で飛行偵察をおこなっていた[226]。
38. ↑  日本時間午前9時10分報告〔 「ツラギ」ノ123度45浬 空母1 戦艦2 駆逐艦2 針路85度 速力20節 十三日〇九一〇 〕[227]。
39. ↑  木俣滋郎著『連合軍艦艇撃沈す』32頁の第18任務部隊編成では、空母ワスプ、重巡サンフランシスコ、ソルトレイクシティ、軽巡サンファン、ジュノー、駆逐艦6隻とする[224]。だがこの時期の軽巡サンフアンは、修理のため戦線を離脱していた。
40. ↑  伊19の報告では魚雷4本命中[234]。『ニミッツの太平洋海戦史』125頁など、一部の二次資料では魚雷2本命中とする[59]。
41. ↑  近藤部隊と南雲部隊を発見したPBYのうち、1機は瑞鶴の零戦が撃墜した[244]。連合軍側はB-17部隊で近藤部隊を爆撃し[244]、重巡妙高が軽微な被害を受けた[245]。
42. ↑  環礁を発進した別の零式水偵は、日本時間13時5分にSBDドーントレス2機と遭遇、1機を撃墜した[247]。着水後、乗組員は伊122に回収され、機体は放棄された[247]。
43. ↑  日本時間午前8時45分報告〔 レンネル島東端から98度38浬に貨物船1、駆逐艦1／その北東10浬に空母1、駆逐艦2、いずれも針路150度速力24節 〕[248]。日本時間午前9時10分報告〔 レンネル島東端から99度157浬に駆逐艦5、貨物船5／その後方に更に駆逐艦1、貨物船5（いずれも6,000～8,000トン級）針路330度速力12節 〕[249]。
44. ↑  この二式飛行艇は[249]、15日午前4時15分にショートランド泊地を出撃した機体であった[250]。
45. ↑  伊19は魚雷4本が命中したと報告した[253]。
46. ↑  5本発射した魚雷のうち[241]、2本が不発だったという[256]。
47. ↑  ◎海軍日の凶報と米紙欺く／米官用電 ワシントン廿十八日發／米空母ワスプ號喪失に關するニユーヨーク・タイムス紙の社説＝海軍紀念日の前夜、斯かる発表が行はれねばならなかつたことは誠に悲しむべきである。併しながら事實を抑へて發表しないことによつて何等益する所はない。ワスプ號を攻撃した敵艦艇が遂に我が驅逐艦の遮斷線を突破し得て自國側の港に歸還の後右戰果を報告し得なかつたことは殆ど疑ひない所であり若し無事に歸還し得たなら日本は斯る勝利を放送してさぞ嬉しかつた事であらう。然るにワシントンが同船の喪失を是認した翌日までは日本はワスプのワの字さへも言い出さなかつたのである[267]。
48. ↑  (西南太平洋に於て帝国海軍に撃沈された米國航空母艦ワスプ號)[268]　空母ワスプがわが海軍により撃沈されたことは敵米海軍にとりて度重なる大痛棒であつたらしくノツクス米海軍長官も全く塞ぎ込んでしまつたといふ。それに新鋭驅逐艦ジヤービスと輸送船リツツルがソロモン海で同時に撃沈された、而してその乗組員の大半が溺死したとの報を入れて、米海軍省は全く火の消えた如く泣面に蜂どころの騒ぎでなく、周章狼狽その極みに達したと外電は報じてゐる、ジャーヴィス號は三十六ノット半の快速力を有する米國自慢の驅逐艦であつた。(ソロモン海戰に於て撃沈された米驅逐艦ジヤーヴイス(千五百噸)
49. ↑  新「ワスプ」は1943年（昭和18年）8月17日に進水した[270]。
50. ↑  空母レキシントン（1942年5月8日、珊瑚海海戦）、空母ヨークタウン（1942年6月8日、ミッドウェー海戦）、空母ワスプ（1942年9月15日、ガ島作戦）、空母ホーネット（1942年10月26日、南太平洋海戦）。

## 参考図書
- ジョン・ウィンゲート『イギリス潜水艦隊の死闘（上）』秋山信雄 訳、早川書房〈ハヤカワ文庫〉、2003年7月。ISBN 4-15-050278-1。
- ジョン・ウィンゲート『イギリス潜水艦隊の死闘（下）』秋山信雄 訳、早川書房〈ハヤカワ文庫〉、2003年7月。ISBN 4-15-050279-X。
- デニス・ウォーナー、ペギー・ウォーナー、妹尾作太郎 著訳者『掴めなかった勝機　サボ島海戦50年目の雪辱』光人社、1994年7月。ISBN 4-7698-0687-6。
- 宇垣纏、成瀬恭(発行人)『戦藻録 明治百年史叢書』原書房、1968年1月。
- 大内健二「第6章　忘れられた航空母艦／レンジャー（RANGER）」『幻の航空母艦　主力母艦の陰に隠れた異色の艦艇』光人社〈光人社NF文庫〉、2006年12月。ISBN 4-7698-2514-5。
- 勝目純也『日本海軍潜水艦百物語　ホランド型から潜高小型まで水中兵器アンソロジー』潮書房光人社〈光人社NF文庫〉、2018年12月。ISBN 978-4-7698-3097-9。
- 木俣滋郎「第2節　アメリカ空母「ワスプ」」『連合軍艦艇撃沈す　日本海軍が沈めた艦船21隻の航跡』潮書房光人社〈光人社NF文庫〉、2013年8月。ISBN 978-4-7698-2794-8。
- 草鹿龍之介『連合艦隊参謀長の回想』光和堂、1979年1月。ISBN 4-87538-039-9。
- ブレイム・ケント『Guadalcanal　ガダルカナル　日米“死闘の島”』柳沢健 翻訳／中野五郎 日本語版監修、株式会社サンケイ出版〈第二世界大戦ブックス 28〉、1972年3月。
- マーク・スティル『日本海軍空母ｖｓ米海軍空母　太平洋1942』待兼音二郎×上西昌弘 訳、株式会社大日本絵画〈オスプレイ“対決”シリーズ(3)〉、2008年12月。ISBN 978-4-499-22979-1。
- 『世界の艦船 1986年1月増刊号 近代巡洋艦史』（海人社）
- 『世界の艦船増刊 第71集 イギリス航空母艦史』（海人社）
- 『世界の艦船増刊 第80集 航空母艦全史』（海人社）
- 高橋雄次『鉄底海峡　重巡「加古」艦長回想記』光人社〈光人社NF文庫〉、1994年10月（原著1967年）。ISBN 4-7698-2062-3。
- バレット・ティルマン『第二次大戦のワイルドキャットエース』岩重多四郎 訳、株式会社大日本絵画〈オスプレイ・ミリタリー・シリーズ〔世界の戦闘機エース8〕〉、2001年3月。ISBN 4-499-22742-9。
- バレット・ティルマン『太平洋戦争のTBDデヴァステーター部隊と戦歴　TBD Devastator Units of the US Navy』長町一雄 訳、株式会社大日本絵画〈オスプレイ軍用機シリーズ41〉、2004年1月。ISBN 4-499-22836-0。
- 中島親孝「第三章 敗北の構図〈第三艦隊参謀時代(一)〉、第四章 南溟の砲声〈第三艦隊参謀時代(二)〉」『聯合艦隊作戦室から見た太平洋戦争　参謀が描く聯合艦隊興亡記』光人社〈光人社NF文庫〉。ISBN 4-7698-2175-1。
- チェスター・ニミッツ、E・B・ポッター『ニミッツの太平洋海戦史』実松譲、富永謙吾（共訳）、恒文社、1962年12月。
- R・F・ニューカム『サボ島沖海戦　米軍史上最大の敗北』田中至 訳、光人社〈光人社NF文庫〉、1998年4月（原著1963年）。ISBN 4-7698-2192-1。
- 半藤一利 編「知られざる海戦録」『太平洋戦争　日本軍艦戦記』実松譲 訳、文藝春秋〈文春文庫〉、2014年7月（原著1985年）。ISBN 978-4-16-790153-0。
  - (226-233頁) 渋谷郁男（伊19機関長）『知られざる海戦録(3)　潜水艦・イ19　ワスプを撃沈せり　ソロモン海捕捉撃滅戦●1942.9.15』
- リチャード・ハンブル「(8)北方海域の戦闘」『壮烈！ドイツ艦隊　悲劇の戦艦「ビスマルク」』実松譲 訳、サンケイ出版〈第二次世界大戦文庫26〉、1985年12月。ISBN 4-383-02445-9。
- 福井静夫 著、阿部安雄、戸高一成 編『新装版　福井静夫著作集 ― 軍艦七十五年回想第三巻 世界空母物語』光人社、2008年8月。ISBN 978-4-7698-1393-4。
- 福地周夫『空母翔鶴海戦記』出版共同社、1962年6月。
- アルフレッド・プライス『ドイツ空軍　Luftwaffe　ヨーロッパ上空、敵機なし』北畠卓 訳、サンケイ新聞社出版局〈第二次世界大戦ブックス19〉、1971年11月。
- ジョン・ベダー『スピットファイア　Spitfire　英国を救った戦闘機』山本親雄 訳、サンケイ新聞社出版局〈第二次世界大戦ブックス16〉、1971年8月。
- カーユス・ベッカー「第4部　地中海の戦い」『呪われた海　ドイツ海軍戦闘記録』松谷健二 訳、フジ出版社、1973年7月。
- レオンス・ペイヤール「太平洋戦争 ― 日本の憩潮　一九四二年三月～一九四三年六月」『潜水艦戦争　1939-1945』長塚隆二 訳、早川書房、1973年12月。
- レオンス・ペイヤール『戦艦ティルピッツを撃沈せよ』長塚隆二 訳、早川書房〈ハヤカワ文庫〉、1980年2月。ISBN 4-15-050055-X。
- 防衛庁防衛研修所戦史室『戦史叢書　ミッドウェー海戦』 第43巻、朝雲新聞社、1971年3月。
- 防衛庁防衛研修所戦史室『戦史叢書　南東方面海軍作戦＜1＞　ガ島奪還作戦開始まで』 第49巻、朝雲新聞社、1971年9月。
- 防衛庁防衛研修所戦史室『戦史叢書  南東方面海軍作戦＜2＞　ガ島撤収まで』 第83巻、朝雲新聞社、1975年8月。
- ドナルド・マッキンタイア「6　中央海域の戦い／地中海 ― 第一段階」『海戦　― 連合軍対ヒトラー ―』関野英夫、福島勉 訳、早川書房、1971年7月。
- ドナルド・マッキンタイヤー「5　守勢に追い込まれる日本海軍」『空母　日米機動部隊の激突』寺井義守 訳、株式会社サンケイ出版〈第二次世界大戦文庫23〉、1985年10月。ISBN 4-383-02415-7。
- 三野正洋『地中海の戦い』朝日ソノラマ〈文庫版新戦史シリーズ〉、1993年6月。ISBN 4-257-17254-1。
- イヴァン・ミュージカント『戦艦ワシントン　米主力戦艦から見た太平洋戦争』中村定 訳、光人社、1988年12月。ISBN 4-7698-0418-0。
- 『歴史群像シリーズ アメリカの空母』（学習研究社）
- Friedman, Norman (1983). U.S. Aircraft Carriers: An Illustrated Design History. Naval Institute Press. ISBN 0-87021-739-9
- Chesneau, Roger (1980). Conways All the Worlds Fighting Ships 1922-1946. Conway Maritime Press. ISBN 978-0851771465

- アジア歴史資料センター（公式）（防衛省防衛研究所）
  - 『「4 列国海軍造艦術進歩の現状」、公文備考 昭和10年P会議 巻3(防衛省防衛研究所)』。Ref.C05034593500。
  - 『「第228号 11.4.30 米国航空母艦ウオスプ起工に関し細目事項通知の件」、公文備考 昭和12年 Ｄ 外事 巻1(防衛省防衛研究所)』。Ref.C05110622800。
  - 『「一般参考資料第66号　12.5.1　列國海軍造艦の趨勢」、公文備考昭和12年P会議 巻4機関長会議3止(防衛省防衛研究所)』。Ref.C06092450100。
  - 『昭和17年5月27日～昭和17年6月9日　機動部隊　第1航空艦隊戦闘詳報　ミッドウェー作戦(1)』。Ref.C08030023800。
  - 『昭和17年8月7日～昭和17年8月10日　軍艦加古戦闘詳報』。Ref.C08030571500。
  - 『昭和16年6月30日現在10版内令提要追録第9号(上)原稿：巻1追録/第6類機密保護』。Ref.C13071997700。
  - 『軍令部秘報　昭和15.10.15/I米国』。Ref.C14121189800。
  - 『昭和17.7.1～昭和17.9.28　太平洋戦争経過概要その3(防衛省防衛研究所)17年9月1日～17年9月16日』。Ref.C16120633500。

- 国立国会図書館デジタルコレクション - 国立国会図書館
  - 朝日新聞社「第十三章　大東亞戰爭」『南方圏要覧』朝日新聞社、1942年7月。
  - 英文大阪毎日学習号編輯局 編『大東亜戦争記録画報. 後篇』大阪出版社、1943年6月。
  - 海軍少将、有終會員匝瑳胤次 著『潜水艦出撃』東華書房、1943年7月。
  - 平出英夫「一.南太平洋の死闘戰」『ソロモン海上決戦』興亜日本社、1943年2月。
  - 細川忠雄「第三章　米海軍の現勢」『米海軍』木村書店、1944年10月。
  - 海軍大佐本内達蔵 著「十二　大東亞戰爭における我が潜水艦の活躍」『帝國潜水艦』績文社、1943年11月。